# Listă de filme britanice din 1976
Aceasta este o listă de filme britanice din 1976:

## Lista
| Titlu                               | Regizor                     | Distribuție                                                           | Gen                      | Note                                                     |
| ----------------------------------- | --------------------------- | --------------------------------------------------------------------- | ------------------------ | -------------------------------------------------------- |
| Ace Up My Sleeve                    | Ivan Passer                 | Omar Sharif, Karen Black                                              | Comedy                   | Co-production with West Germany                          |
| Aces High                           | Jack Gold                   | Malcolm McDowell, Christopher Plummer, Simon Ward                     | World War I              |                                                          |
| Adventures of a Taxi Driver         | Stanley Long                | Barry Evans, Judy Geeson                                              | Sex comedy               |                                                          |
| At the Earth's Core                 | Kevin Connor                | Doug McClure, Peter Cushing                                           | Fantasy/adventure        |                                                          |
| The Bawdy Adventures of Tom Jones   | Cliff Owen                  | Nicky Henson, Trevor Howard                                           | Comedy musical           |                                                          |
| The Belstone Fox                    | James Hill                  | Dennis Waterman, Bill Travers                                         | Drama                    |                                                          |
| Blue Belle                          | Massimo Dallamano           | Annie Belle, Felicity Devonshire, Maria Rohm                          | Drama                    | Co-production with Italy                                 |
| Bugsy Malone                        | Alan Parker                 | Scott Baio, Jodie Foster                                              | Musical                  |                                                          |
| Carry On England                    | Gerald Thomas               | Kenneth Connor, Windsor Davies                                        | Comedy                   |                                                          |
| The Cassandra Crossing              | George Pan Cosmatos         | Richard Harris, Ava Gardner, Sophia Loren                             | Disaster film            |                                                          |
| Confessions of a Driving Instructor | Norman Cohen                | Robin Askwith, Antony Booth, Lynda Bellingham                         | Sex comedy               |                                                          |
| Double Exposure                     | William Webb                | Anouska Hempel, David Baron                                           | Thriller                 | [ 2 ]                                                    |
| The Eagle Has Landed                | John Sturges                | Michael Caine, Donald Sutherland                                      | World War II drama       |                                                          |
| Emily                               | Henry Herbert               | Koo Stark, Victor Spinetti                                            | Soft core porn           |                                                          |
| Escape from the Dark                | Charles Jarrott             | Alastair Sim, Peter Barkworth                                         | Drama                    |                                                          |
| Exposé                              | James Kenelm Clarke         | Udo Kier, Linda Hayden, Fiona Richmond                                | Thriller                 |                                                          |
| House of Mortal Sin                 | Pete Walker                 | Anthony Sharp, Susan Penhaligon                                       | Horror                   |                                                          |
| I'm Not Feeling Myself Tonight      | Joseph McGrath              | Barry Andrews, James Booth                                            | Sex comedy               | [ 3 ]                                                    |
| The Incredible Sarah                | Richard Fleischer           | Glenda Jackson, Daniel Massey                                         | Biopic                   |                                                          |
| It Shouldn't Happen to a Vet        | Eric Till                   | John Alderton, Colin Blakely                                          | Comedy                   | Entered into the 10th Moscow International Film Festival |
| Keep It Up Downstairs               | Robert Young                | Diana Dors, Jack Wild                                                 | Sex comedy               |                                                          |
| The Man Who Fell to Earth           | Nicolas Roeg                | David Bowie, Rip Torn, Candy Clark                                    | Sci fi                   | Entered into the 26th Berlin International Film Festival |
| The Memory of Justice               | Marcel Ophüls               | Karl Dönitz, Albert Speer                                             | World War II documentary |                                                          |
| Nickelodeon                         | Peter Bogdanovich           | Ryan O'Neal, Burt Reynolds                                            | Comedy                   | Co-production with the US                                |
| Not Now, Comrade                    | Ray Cooney, Harold Snoad    | Ray Cooney, Windsor Davies                                            | Comedy                   |                                                          |
| The Omen                            | Richard Donner              | Gregory Peck, Lee Remick, David Warner                                | Horror                   |                                                          |
| The Pink Panther Strikes Again      | Blake Edwards               | Peter Sellers, Herbert Lom, Lesley-Anne Down                          | Comedy                   |                                                          |
| Pressure                            | Horace Ové                  | Herbert Norville, Oscar James                                         | Drama                    |                                                          |
| Queen Kong                          | Frank Agrama                | Robin Askwith, Rula Lenska, Valerie Leon                              | Comedy                   |                                                          |
| The Ritz                            | Richard Lester              | Jack Weston, Rita Moreno                                              | Comedy                   |                                                          |
| Robin and Marian                    | Richard Lester              | Sean Connery, Audrey Hepburn, Robert Shaw, Nicol Williamson           | Adventure                |                                                          |
| Sebastiane                          | Derek Jarman, Paul Humfress | Leonardo Treviglio, Barney James, Richard Warwick                     | Drama                    |                                                          |
| The Sell Out                        | Peter Collinson             | Oliver Reed, Richard Widmark                                          | Drama                    |                                                          |
| Seven Nights in Japan               | Lewis Gilbert               | Michael York, Hidemi Aoki                                             | Comedy/drama             | Co-production with France                                |
| The Seven-Per-Cent Solution         | Herbert Ross                | Alan Arkin, Vanessa Redgrave                                          | Adventure                |                                                          |
| The Sexplorer                       | Derek Ford                  | Monika Ringwald, Mark Jones                                           | Sex comedy               |                                                          |
| Shout at the Devil                  | Peter R. Hunt               | Lee Marvin, Roger Moore                                               | Action                   |                                                          |
| The Slipper and the Rose            | Bryan Forbes                | Gemma Craven, Richard Chamberlain, Michael Hordern, Margaret Lockwood | Musical                  |                                                          |
| The Song Remains the Same           | Peter Clifton               | Led Zeppelin                                                          | Concert film             |                                                          |
| Swallows and Amazons                | Claude Whatham              | Virginia McKenna, Ronald Fraser                                       | Family                   |                                                          |
| To the Devil a Daughter             | Peter Sykes                 | Richard Widmark, Christopher Lee, Honor Blackman                      | Horror                   |                                                          |
| Under the Doctor                    | Gerry Poulson               | Barry Evans, Liz Fraser                                               | Sex comedy               |                                                          |
| Voyage of the Damned                | Stuart Rosenberg            | Faye Dunaway, Oskar Werner                                            | Drama                    |                                                          |
| Whispering Death                    | Jürgen Goslar               | Christopher Lee, James Faulkner                                       | Action                   | Co-producție                                             |